# Radziwiłł Ościkowicz
Radziwiłł Ościkowicz herbu Trąby (ur. ok. 1410, zm. 1477 w Wilnie) – bojar wielkolitewski, polski szlachcic, marszałek wielki litewski, wojewoda trocki, kasztelan wileński. Był najstarszym z synów Krystyna Ościka. Jego imię, najpierw w formie patronimicznej, utrwalone zostało już w trzecim pokoleniu jako nazwisko rodu. Jego inicjatywie ród Radziwiłłów zawdzięczał swoją potęgę.

## Biografia
U boku swego ojca, 15 października 1432 roku podpisał akt unii grodzieńskiej, używając do tego ojcowskiej pieczęci. W tamtym czasie nie piastował jeszcze żadnych konkretnych urzędów. W 1433 roku, po straceniu Rumbolda Wolimuntowicza, Zygmunt Kiejstutowicz mianował Radziwiłła marszałkiem ziemskim. Jako marszałek wymieniony jest w dokumentach Kiejstutowicza z 20 stycznia 1433 roku i 27 lutego 1434 roku. 20 stycznia 1433 roku był świadkiem aktu unii trockiej.  
20 marca 1440 r. po zamachu stanu i śmierci Zygmunta Kiejstutowicza poparł na tron wielkoksiążęcy Kazimierza Jagiellończyka przeciw Michałowi Kiejstutowiczowi i jego zwolennikom. Wraz z ojcem wziął udział w zjeździe w Holszanach, w którym Jerzy Semenowicz Holszański, Jan Gasztołd i Kieżgajło Wolimuntowicz zawiązali stronnictwo, doprowadzające do przyjazdu na Litwę i wyboru na wielkiego księcia litewskiego Kazimierza Jagiellończyka. 
Jeszcze przed 1440 r. Kazimierz Jagiellończyk nadał Radziwiłłowi Muśniki Nowe z dworem Mythkowskim, a 22 lipca 1440 r. przekazał na własność dworzec Noniszki oraz trzy grupy danników; Ciurowiczów, Nieswoiewiczów i Dorgurewiczów. Kazimierz nadał mu również ziemie w postaci Bostyń w 1458 roku, poinformował jej mieszkańców w liście o przekazaniu włości Radziwiłłowi Ościkowiczowi i nakazał być mu posłusznymi oraz składać zwyczajowe daniny. Po ojcu odziedziczył Szyrwinty i Upniki, a z podziału majątkowego, dokonanego z bratem Mikołajem, przypadły mu jeszcze Muśniki Stare po bezpotomnym bracie Bartłomieju. Od Kazimierza otrzymał jeszcze danników w Bołnikach, Niehniewicze, szereg drobnych nadań w Wiżunach, Uszpolu nad rzeką Świętą, Giedyszkach i Choroszewiczach w powiecie słonimskim. Z przywileju z 21 kwietnia 1455 na ludzi Rokwian dowiadujemy się, że Radziwiłł był już właścicielem Birż, które intensywnie powiększał. Był też właścicielem Kiejdan nad Niewiażą. 
Kazimierz Jagiellończyk został powołany na tron Polski, aby zapewnić sobie swobodę działania musiał zająć się niestabilną sytuacją w Wielkim Księstwie Litewskim, a przede wszystkim jego wschodnich ziem nadgranicznych. Doprowadziło to do interwencji w państwie moskiewskim w roku 1445, w której wziął udział Radziwiłł. Stoczył zwycięską bitwę pod Suchodrowiem.
W 1448 roku reprezentował Litwę na zjeździe z wielkim mistrzem Konradem von Erlichshausen w Rastenburgu (obecnie Kętrzyn), gdzie podpisano traktat pokojowy między Zakonem Krzyżackim a Polską i Litwą.
Na początku 1449 roku, Michał Zygmuntowicz wspierany przez chana Złotej Ordy, Seid-Achmeta opanował Siewierszczyznę. Na wiosnę, Radziwiłł Ościkowicz na czele wojsk litewskich przy wsparciu Wasyla II odzyskał Starodub, Nowogród Siewierski, Radohoszcz, Putywl i Brjańsk. Następnie podążył do Kijowa, gdzie spotkał się z przebywającym w Wielkim Księstwie Litewskim na wygnaniu chanem krymskim Hadżi-Girejem. Z Kijowa oddziały Radziwiłła wyruszyły na Krym i osadziły na tamtejszym tronie wrogiego Seid-Achmetowi; Hadżi-Gireja.
W najbliższych latach Radziwiłł związał się ze stronnictwem, niezadowolonym z polityki Kazimierza Jagiellończyka wobec Litwy i dążącym do przyłączenia Wołynia i Podola do Wielkiego Księstwa Litewskiego W momencie śmierci Świdrygiełły w lutym 1452 roku Radziwiłł wraz z Jerzym Semenowiczem Holszańskim i Jursza, działając z upoważnienia rady litewskiej, wkroczyli do mieszczącego się na Wołyniu Łucka i odebrali od tamtejszych urzędników przysięgę na wierność. Wojskom polskim w interwencji na Wołyniu przeszkodził najazd Seid-Achmeta na Ruś koronną. Panowie litewscy zagrożeni utratą Wołynia i zniesmaczeni postawą Kazimierza Jagiellończyka, usiłującego pogodzić obie skłócone strony, postanowili go obalić w sojuszu ze Złotą Ordą. Radziwiłł uzyskał na Litwie tak wysoką pozycję społeczną, że wysunięto jego kandydaturę na wielkiego księcia, zamiast samego Kazimierza. Radziwiłł, wyruszył z bogatymi darami dla Seid-Achmeta. Kazimierz nie chcąc dopuścić do porozumienia opozycji z dawnym protektorem Michała Kiejstutowicza, porozumiał się z Hadżi-Girejem, który uderzył na oddziały tatarskie Seid-Achmeta, rozbijając je doszczętnie i biorąc do niewoli obrabowanego z darów, rannego Radziwiłła. Jego niewola nie trwała jednak długo, w 1455 roku był już z powrotem na Litwie, stracił jednak wszystkie swe godności.
W początkach roku 1457 opozycja Kazimierza Jagiellończyka traciła coraz więcej zwolenników, odsunął się od niej i Radziwiłł. Kazimierz dając Radziwiłłowi wysokie urzędy i bogate nadania ziemskie pozyskał go dla swojej polityki. Został marszałkiem ziemskim, potwierdzony na tym stanowisku w 1463 roku (przywilej dla Kowna) sprawował ten urząd do 1475 roku. Przed 10 marca 1463 r. został wojewodą, można więc przypuszczać, że był już wtedy wojewodą trockim. Radziwiłł znalazł się obok Michała i Jana Kieżgajłów w grupie panów rządzących Litwą pod nieobecność Kazimierza zgodnie z jego intencjami. W roku 1471 Radziwiłł stał na czele delegacji, która rozstrzygała spory graniczne z Pskowem. Następnie w 1472 r. i 1474 r. uczestniczył w rokowaniach z Zakonem Krzyżackim na temat zawarcia pokoju wieczystego i wraz z Janem Kieżgajłą wziął udział w wyznaczaniu granicy między Litwą a Inflantami. W 1475 roku został mianowany na kasztelana wileńskiego i pełnił tę funkcję do końca życia wraz ze swoim urzędem jako wojewoda trocki. 
Zmarł w 1477 roku w Wilnie.

## Życie prywatne
Był synem Krystyna Ościka i Anny nieznanej z nazwiska. Był dwukrotnie żonaty, z pierwszą żoną miał córkę Annę (żonę Pietka Jagojłowicza), z drugą żoną wziął ślub około 1430 roku i miał z nią syna Mikołaja Radziwiłłowicza. Miał czterech braci; Stanisława, Mikołaja i Bartłomieja.

## Genealogia
Genealogia rodzinna została utworzona na podstawie fragmentu Władysława Semkowicza w Roczniku Polskiego Towarzystwa Heraldycznego we Lwowie.

|  |  |  |  |  |  |  |  |  |  |  |  |  |  |  |  |          |          |          |          |          |          |  |  |           |           |           |           |           |           |  |  |        |        |        |        |        |        |  |  |               |               |               |               |               |               |  |  | Radziwiłł Ościkowicz  | Radziwiłł Ościkowicz  | Radziwiłł Ościkowicz  | Radziwiłł Ościkowicz  | Radziwiłł Ościkowicz  | Radziwiłł Ościkowicz  |  |  | Radziwiłłowie  | Radziwiłłowie  | Radziwiłłowie  | Radziwiłłowie  | Radziwiłłowie  | Radziwiłłowie  |  |  |  |  |  |  |  |  |  |  |  |  |  |  |  |  |  |  |
|  |  |  |  |  |  |  |  |  |  |  |  |  |  |  |  |          |          |          |          |          |          |  |  |           |           |           |           |           |           |  |  |        |        |        |        |        |        |  |  |               |               |               |               |               |               |  |  | Radziwiłł Ościkowicz  | Radziwiłł Ościkowicz  | Radziwiłł Ościkowicz  | Radziwiłł Ościkowicz  | Radziwiłł Ościkowicz  | Radziwiłł Ościkowicz  |  |  | Radziwiłłowie  | Radziwiłłowie  | Radziwiłłowie  | Radziwiłłowie  | Radziwiłłowie  | Radziwiłłowie  |  |  |  |  |  |  |  |  |  |  |  |  |  |  |  |  |  |  |
|  |  |  |  |  |  |  |  |  |  |  |  |  |  |  |  |          |          |          |          |          |          |  |  |           |           |           |           |           |           |  |  |        |        |        |        |        |        |  |  |               |               |               |               |               |               |  |  |                       |                       |                       |                       |                       |                       |  |  |                |                |                |                |                |                |  |  |  |  |  |  |  |  |  |  |  |  |  |  |  |  |  |  |
|  |  |  |  |  |  |  |  |  |  |  |  |  |  |  |  |          |          |          |          |          |          |  |  |           |           |           |           |           |           |  |  |        |        |        |        |        |        |  |  |               |               |               |               |               |               |  |  | Stanisław Ościkowicz  | Stanisław Ościkowicz  | Stanisław Ościkowicz  | Stanisław Ościkowicz  | Stanisław Ościkowicz  | Stanisław Ościkowicz  |  |  | Ościkowicze    | Ościkowicze    | Ościkowicze    | Ościkowicze    | Ościkowicze    | Ościkowicze    |  |  |  |  |  |  |  |  |  |  |  |  |  |  |  |  |  |  |
|  |  |  |  |  |  |  |  |  |  |  |  |  |  |  |  |          |          |          |          |          |          |  |  |           |           |           |           |           |           |  |  |        |        |        |        |        |        |  |  |               |               |               |               |               |               |  |  | Stanisław Ościkowicz  | Stanisław Ościkowicz  | Stanisław Ościkowicz  | Stanisław Ościkowicz  | Stanisław Ościkowicz  | Stanisław Ościkowicz  |  |  | Ościkowicze    | Ościkowicze    | Ościkowicze    | Ościkowicze    | Ościkowicze    | Ościkowicze    |  |  |  |  |  |  |  |  |  |  |  |  |  |  |  |  |  |  |
|  |  |  |  |  |  |  |  |  |  |  |  |  |  |  |  |          |          |          |          |          |          |  |  |           |           |           |           |           |           |  |  |        |        |        |        |        |        |  |  |               |               |               |               |               |               |  |  |                       |                       |                       |                       |                       |                       |  |  |                |                |                |                |                |                |  |  |  |  |  |  |  |  |  |  |  |  |  |  |  |  |  |  |
|  |  |  |  |  |  |  |  |  |  |  |  |  |  |  |  |          |          |          |          |          |          |  |  |           |           |           |           |           |           |  |  |        |        |        |        |        |        |  |  |               |               |               |               |               |               |  |  | Michał Ościkowicz     |                       |                       |                       |                       |                       |  |  |                |                |                |                |                |                |  |  |  |  |  |  |  |  |  |  |  |  |  |  |  |  |  |  |
|  |  |  |  |  |  |  |  |  |  |  |  |  |  |  |  |          |          |          |          |          |          |  |  |           |           |           |           |           |           |  |  |        |        |        |        |        |        |  |  |               |               |               |               |               |               |  |  |                       |                       |                       |                       |                       |                       |  |  |                |                |                |                |                |                |  |  |  |  |  |  |  |  |  |  |  |  |  |  |  |  |  |  |
|  |  |  |  |  |  |  |  |  |  |  |  |  |  |  |  |          |          |          |          |          |          |  |  |           |           |           |           |           |           |  |  |        |        |        |        |        |        |  |  |               |               |               |               |               |               |  |  |                       |                       |                       |                       |                       |                       |  |  |                |                |                |                |                |                |  |  |  |  |  |  |  |  |  |  |  |  |  |  |  |  |  |  |
|  |  |  |  |  |  |  |  |  |  |  |  |  |  |  |  |          |          |          |          |          |          |  |  |           |           |           |           |           |           |  |  |        |        |        |        |        |        |  |  | Krystyn Ościk | Krystyn Ościk | Krystyn Ościk | Krystyn Ościk | Krystyn Ościk | Krystyn Ościk |  |  | Bartłomiej Ościkowicz | Bartłomiej Ościkowicz | Bartłomiej Ościkowicz | Bartłomiej Ościkowicz | Bartłomiej Ościkowicz | Bartłomiej Ościkowicz |  |  |                |                |                |                |                |                |  |  |  |  |  |  |  |  |  |  |  |  |  |  |  |  |  |  |
|  |  |  |  |  |  |  |  |  |  |  |  |  |  |  |  |          |          |          |          |          |          |  |  |           |           |           |           |           |           |  |  |        |        |        |        |        |        |  |  | Krystyn Ościk | Krystyn Ościk | Krystyn Ościk | Krystyn Ościk | Krystyn Ościk | Krystyn Ościk |  |  | Bartłomiej Ościkowicz | Bartłomiej Ościkowicz | Bartłomiej Ościkowicz | Bartłomiej Ościkowicz | Bartłomiej Ościkowicz | Bartłomiej Ościkowicz |  |  |                |                |                |                |                |                |  |  |  |  |  |  |  |  |  |  |  |  |  |  |  |  |  |  |
|  |  |  |  |  |  |  |  |  |  |  |  |  |  |  |  |          |          |          |          |          |          |  |  |           |           |           |           |           |           |  |  |        |        |        |        |        |        |  |  |               |               |               |               |               |               |  |  |                       |                       |                       |                       |                       |                       |  |  |                |                |                |                |                |                |  |  |  |  |  |  |  |  |  |  |  |  |  |  |  |  |  |  |
|  |  |  |  |  |  |  |  |  |  |  |  |  |  |  |  | Lizdejko | Lizdejko | Lizdejko | Lizdejko | Lizdejko | Lizdejko |  |  | Wirszyłło | Wirszyłło | Wirszyłło | Wirszyłło | Wirszyłło | Wirszyłło |  |  | Syrpuć | Syrpuć | Syrpuć | Syrpuć | Syrpuć | Syrpuć |  |  |               |               |               |               |               |               |  |  |                       |                       |                       |                       |                       |                       |  |  |                |                |                |                |                |                |  |  |  |  |  |  |  |  |  |  |  |  |  |  |  |  |  |  |
|  |  |  |  |  |  |  |  |  |  |  |  |  |  |  |  | Lizdejko | Lizdejko | Lizdejko | Lizdejko | Lizdejko | Lizdejko |  |  | Wirszyłło | Wirszyłło | Wirszyłło | Wirszyłło | Wirszyłło | Wirszyłło |  |  | Syrpuć | Syrpuć | Syrpuć | Syrpuć | Syrpuć | Syrpuć |  |  |               |               |               |               |               |               |  |  |                       |                       |                       |                       |                       |                       |  |  |                |                |                |                |                |                |  |  |  |  |  |  |  |  |  |  |  |  |  |  |  |  |  |  |
|  |  |  |  |  |  |  |  |  |  |  |  |  |  |  |  |          |          |          |          |          |          |  |  |           |           |           |           |           |           |  |  |        |        |        |        |        |        |  |  |               |               |               |               |               |               |  |  |                       |                       |                       |                       |                       |                       |  |  |                |                |                |                |                |                |  |  |  |  |  |  |  |  |  |  |  |  |  |  |  |  |  |  |
|  |  |  |  |  |  |  |  |  |  |  |  |  |  |  |  |          |          |          |          |          |          |  |  |           |           |           |           |           |           |  |  |        |        |        |        |        |        |  |  | Dorgi         | Dorgi         | Dorgi         | Dorgi         | Dorgi         | Dorgi         |  |  | Sudymunt Dorgiewicz   | Sudymunt Dorgiewicz   | Sudymunt Dorgiewicz   | Sudymunt Dorgiewicz   | Sudymunt Dorgiewicz   | Sudymunt Dorgiewicz   |  |  | Sudymuntowicze | Sudymuntowicze | Sudymuntowicze | Sudymuntowicze | Sudymuntowicze | Sudymuntowicze |  |  |  |  |  |  |  |  |  |  |  |  |  |  |  |  |  |  |
|  |  |  |  |  |  |  |  |  |  |  |  |  |  |  |  |          |          |          |          |          |          |  |  |           |           |           |           |           |           |  |  |        |        |        |        |        |        |  |  | Dorgi         | Dorgi         | Dorgi         | Dorgi         | Dorgi         | Dorgi         |  |  | Sudymunt Dorgiewicz   | Sudymunt Dorgiewicz   | Sudymunt Dorgiewicz   | Sudymunt Dorgiewicz   | Sudymunt Dorgiewicz   | Sudymunt Dorgiewicz   |  |  | Sudymuntowicze | Sudymuntowicze | Sudymuntowicze | Sudymuntowicze | Sudymuntowicze | Sudymuntowicze |  |  |  |  |  |  |  |  |  |  |  |  |  |  |  |  |  |  |